# La questione morale. La storica intervista di Eugenio Scalfari
La questione morale. La storica intervista di Eugenio Scalfari è un saggio di politica scritto da Eugenio Scalfari, con la prefazione di Luca Telese, pubblicato da Aliberti nel 2012. 
Il libro è un racconto dell'incontro e della storica intervista di Scalfari a Enrico Berlinguer, avvenuta il 14 luglio del 1981 presso la redazione del giornale, allora diretto dallo stesso fondatore Eugenio Scalfari.

## L'intervista
L'intervista è oggi considerata uno dei principali punti di svolta della politica italiana, connessione chiave tra la fase del terrorismo politico e quella successiva di tangentopoli.
L'intervista di fatto fu la prima ad un esponente della sinistra dopo la conclusione della fase del compromesso storico e l'inizio della crisi della Prima Repubblica.
Più generalmente, Berlinguer si riferisce al fenomeno della crisi dei valori e degli ideali, che era imperversante in quell'epoca, e accusa le altre forze politiche di mancanza di sentimento e passione politica. L'etica pubblica, in tal senso, non è vista come una fuga dalla politica, ma uno dei fondamenti della moderna democrazia, pertanto, nel momento in cui i cittadini sono responsabili delle azioni di governanti democraticamente eletti, essi sono anche responsabili della loro condotta. 
Egli si auspicava inoltre che: i politici corrotti presenti nel parlamento e soprattutto nelle amministrazioni locali venissero "scovati" grazie all'azione delle minoranze politiche e delle Procure della Repubblica, che avrebbero dovuto vigilare su eventuali possibili rapporti di clientela; in forma più generale, gli appartenenti alla pubblica amministrazione fossero da esempio in materia di etica e di rispetto degli altri.
Uno dei punti più controversi toccato nell'intervista dall'allora segretario del Partito Comunista Italiano è quello di un'eventuale epurazione dei corrotti dai propri partiti di appartenenza, e, in questo argomento, la rivendicazione di una certa "superiorità morale" del proprio schieramento, in quanto gli illeciti dagli iscritti commessi erano serviti esclusivamente per finanziare il partito, e mai in favore di interessi personali e della propria carriera.
Berlinguer aveva già affrontato in precedenza l'argomento questione morale, tuttavia, in questo caso ne parlò in maniera molto più ampia e dettagliata, ragion per cui questa rimane una delle interviste più celebri in assoluto del politico sardo.
Negli anni successivi alla pubblicazione, molti studiosi della materia si sono nuovamente occupati di questo pensiero etico filosofico, tra cui Piero Craveri, Alberto Asor Rosa, Valentino Parlato e Paolo Mauri.

## La ripubblicazione
Il saggio di Scalfari venne dedicato alla memoria di Carlo Caracciolo, storico editore di Repubblica, scomparso 4 anni prima, e contiene perlopiù nozioni di etica e di filosofia.
Scalfari prende spunto dalla storica intervista per descrivere in maniera accurata la situazione politica dell'epoca, e si sofferma in maniera particolare su un fenomeno diffusosi a partire dal biennio 1976-1978: il problema delle tangenti e della corruzione nella pubblica amministrazione. La questione nasce in seguito al cosiddetto Scandalo Lockheed, caso di tangenti che riguardò nazioni quali Giappone e Paesi Bassi, per poi approdare in Italia e costringere il Presidente della Repubblica Giovanni Leone alle dimissioni. Il partito maggiormente coinvolto dall'inchiesta fu la Democrazia Cristiana, che vide processati diversi esponenti di spicco, tra cui gli ex ministri della difesa Luigi Gui e Mario Tanassi.
A tal proposito Scalfari affermerà che, negli anni successivi, molte delle posizioni prese da Berlinguer sono state poi confermate durante tangentopoli, quando i magistrati fecero venire a galla una lunga serie di reati dovuti al rapporto clientelare tra i politici e il mondo dell'imprenditoria.